# Olympia (Washington)
Olympia é a capital do estado de Washington, nos Estados Unidos, e a sede do condado de Thurston. Foi fundada em 1850 e incorporada em 28 de janeiro de 1859. Localiza-se muito próxima do Monte Rainier.

## Geografia
De acordo com o United States Census Bureau, a cidade tem uma área de 52 km², dos quais 47,2 km² estão cobertos por terra e 4,8 km² por água.

## Demografia
Segundo o censo nacional de 2010, a sua população é de 46 478 habitantes e sua densidade populacional é de 893,5 hab/km². É a 22ª cidade mais populosa de Washington. Possui 22 086 residências, o que resulta em uma densidade de 478,5 residências/km².

### População
Em junho de 2008, tinha uma população de 45 322 habitantes (aumento de 6,6 por cento em relação ao ano  2000), dos quais:
- Homens: 21 661 (48%)
- Mulheres: 23 661 (52%)

A idade média dos residentes é de 36 anos.

#### Etnias
- Brancos não hispânicos: 83,1%
- Hispânicos: 4,4%
- Duas ou mais etnias: 3,8%
- indígenas: 2,5%
- Vietnamitas: 2,3%
- Africanos: 1,9%
- Chineses: 0,8%
- Coreanos: 0,7%
- Outros Asiáticos: 0,7%
- Filipinos: 0,6%

### Renda (emdólares estadunidenses)
- Renda familiar estimada em 2007: 50 235 (aumento de 9 389 em 2000). Em Washington: 55 591.
- Renda per capita estimada em 2007: 28 669. Em Washington: 29 027.
- Valor médio estimado de condomínio em 2007: 270 655 (aumento de 129 955). Em Washington: 300 800.

## Educação
É sede de uma universidade alternativa, a The Evergreen State College, que não atribui notas ao seus estudantes, mas sim avaliações por escrito.

## Marcos históricos
A relação a seguir lista as 42 entradas do Registro Nacional de Lugares Históricos em Olympia. O primeiro marco foi designado em 30 de maio de 1975 e o mais recente em 23 de julho de 2018.
- Alden Hatch Steele House
- Allen House Hotel
- American Legion Hall
- Black Lake School
- C. J. Lord Mansion
- Calvin and Pamela Hale House
- Capital Savings and Loan Association
- Charles Patnude House
- Cloverfields
- Daniel R. Bigelow House
- Delphi School
- Distrito Histórico do Capitólio Estadual de Washington
- Dofflemyer Point Light
- Elks Building
- F. W. Schmidt House
- Frank Rudkin House
- Funk House
- General Administration Building
- Georgia-Pacific Plywood Company Office
- Henry McCleary House
- Jeffers Studio
- LOTUS (motor vessel)
- Meyer House
- Millersylvania State Park
- Mottman Building
- Nisqually School
- Old Capitol Building
- Olympia Downtown Historic District
- Olympia National Bank
- Olympia Public Library
- Reinhart-Young House
- SAND MAN (Tug Boat)
- South Capitol Neighborhood Historic District
- Richard & Lydia Stoecker
- Thurston County Courthouse
- Town Square
- Trueman and Virginia Schmidt House
- U.S. Post Office
- Union Mills Superintendent's House
- Washington State Library
- Weyerhaeuser South Bay Log Dump Rural Historic Landscape
- Women's Club